# Samsung Galaxy Z Flip
Samsung Galaxy Z Flip là điện thoại thông minh có thể gập lại chạy trên nền tảng Android được phát triển, sản xuất và thương mại hóa bởi Samsung Electronics. Đây là mẫu máy điện thoại gập thứ hai của Samsung sau Galaxy Fold. Sự tồn tại của nó lần đầu tiên được Samsung tiết lộ trong một quảng cáo tại Lễ trao giải Oscar 2019 ngày 25 tháng 2 năm 2019.
Galaxy Z Flip chính thức ra mắt cùng với bộ ba Galaxy S20/S20+/S20 Ultra trong sự kiện Galaxy Unpacked của Samsung vào ngày 11 tháng 2 năm 2020 (theo giờ của Mỹ) tại San Francisco, California, máy sẽ được phát hành vào ngày 14 tháng 2 năm 2020. Sản phẩm phát hành tại thị trường Việt Nam vào ngày 21 tháng 2 năm 2020 với giá 36 triệu đồng.

## Thiết kế
Không giống như Galaxy Fold, Galaxy Z Flip được gập theo chiều dọc chứ không phải ngang, và sử dụng lớp phủ thủy tinh được Samsung gọi là UTG (Ultra Thin Glass) lên màn hình "Infinity Flex Display" thay vì màn hình phủ nhựa như Galaxy Fold. Giới chuyên gia nhận định Galaxy Z Flip cứng cáp, nhỏ gọn và hứa hẹn cho độ bền tốt hơn Galaxy Fold.
Khi gập lại, thiết bị có tổng thể nhỏ gọn như hộp phấn trang điểm.
Theo Samsung, thiết bị có thể gập được 200.000 lần. Nếu mỗi ngày mở 100 lần, máy có thể chịu được hơn 5 năm. Phần màn hình vẫn có một nếp gấp nhỏ. Cơ chế đóng mở của Z Flip dễ dàng hơn so với Galaxy Fold.
Galaxy Z Flip có một camera selfie đục lỗ chính giữa góc trên màn hình, tương tự với thiết kế của Galaxy Note 10/Note 10+ nhưng viền của Z Flip dày hơn rất nhiều và màn hình không được làm cong.
Thiết bị có 3 tùy chọn màu sắc:
- Mirror Purple (tím bóng),
- Mirror Black (đen bóng) và
- Mirror Gold (vàng bóng).

Galaxy Z Flip cũng sẽ có sẵn trong một bản Thom Browne phiên bản giới hạn, có sọc đỏ, trắng và xanh trên nền màu xám. Chiếc smartphone màn hình gập mới của Samsung đã lên kệ tại Việt Nam từ ngày 21/2 năm 2020 với giá 36 triệu đồng, với 2 tùy chọn màu sắc là đen và tím.

## Màn hình
Máy có màn hình chính sử dụng tấm nền Dynamic AMOLED 6,7 inch, độ phân giải Full HD+ 2636 x 1080. Đây cũng là lần đầu tiên Samsung dùng tỷ lệ màn hình dài Ultra View 21,9:9 cho smartphone, điều trước đây mới xuất hiện trên Sony Xperia 1 và mẫu máy gập Motorola Razr.
Galaxy Z Flip có phần màn hình phụ bên ngoài kích thước 1,1 inch Super AMOLED, 300x112. Màn hình phụ này cho phép người dùng nhận thông báo, xem giờ, phần trăm pin mà không cần mở toàn bộ máy.

## Tính năng và cấu hình
Với chế độ Flex Mode trên bản lề được thiết kế chắc chắn hơn, người dùng có thể mở máy ở nhiều góc độ khác nhau như một chiếc laptop, đặt lên bàn để selfie, gọi điện video hoặc xem các clip mà không cần giá đỡ như điện thoại bình thường. Thiết bị cũng có thể chia đôi màn hình để sử dụng 2 ứng dụng cùng lúc.
Máy được trang bị hệ thống camera kép ở mặt lưng với ống kính chính 12 MP và ống kính góc siêu rộng 12 MP. Giống Galaxy S20 mới, camera của model này có tính năng Single Take, người dùng bấm 1 lần máy sẽ đưa ra nhiều bức ảnh và video với các hiệu ứng khác nhau.
Máy được trang bị chip Snapdragon 855+, RAM 8 GB và bộ nhớ trong 256 GB, dung lượng pin 3.300 mAh, chạy trên nền Android 10 - tùy biến One UI 2.0. Có sạc nhanh có dây và không dây.

## Đón nhận của thị trường
Ngày 12 tháng 2 năm 2020 tại TP Hồ Chí Minh, Công ty Điện tử Samsung Vina chính thức ra mắt Galaxy Z Flip tại thị trường Việt Nam, Ngay sau khi ra mắt tại thị trường Việt Nam 8 tiếng, toàn bộ số lượng giới hạn Galaxy Z Flip đã được người dùng đặt mua hết.

## Thư viện ảnh

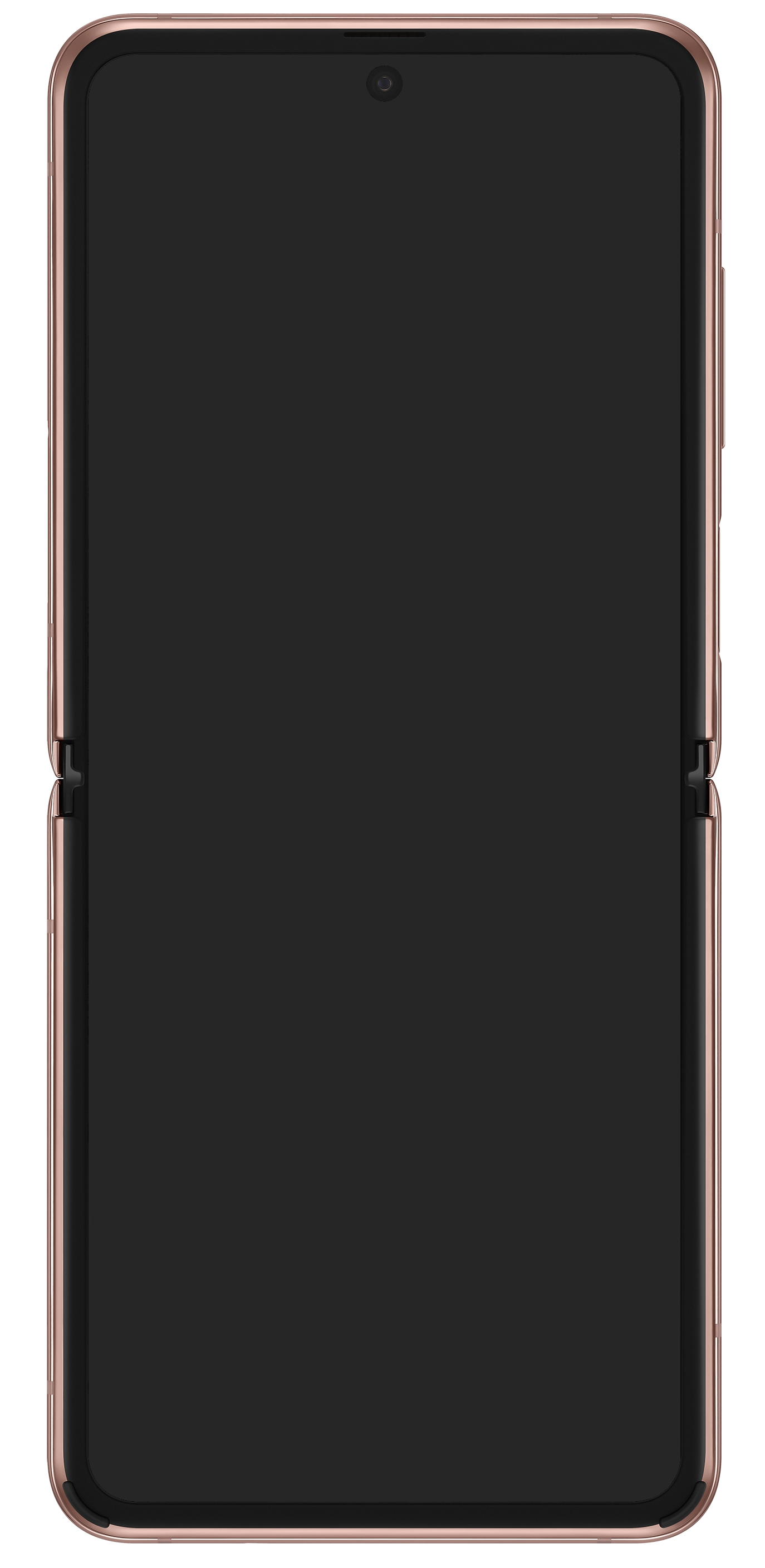
Galaxy Z Flip khi mở ra hoàn toàn
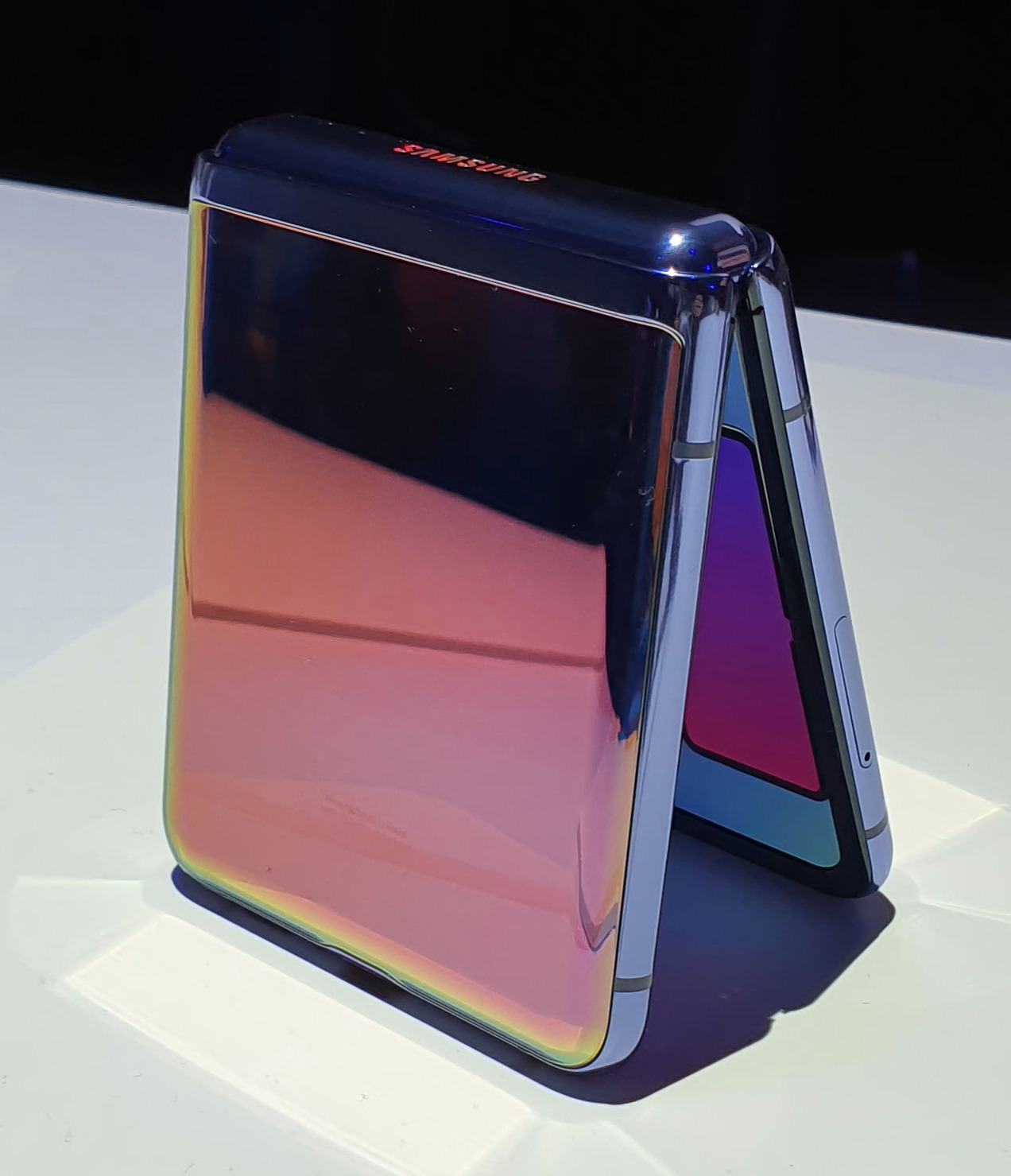
Galaxy Z Flip khi gấp lại
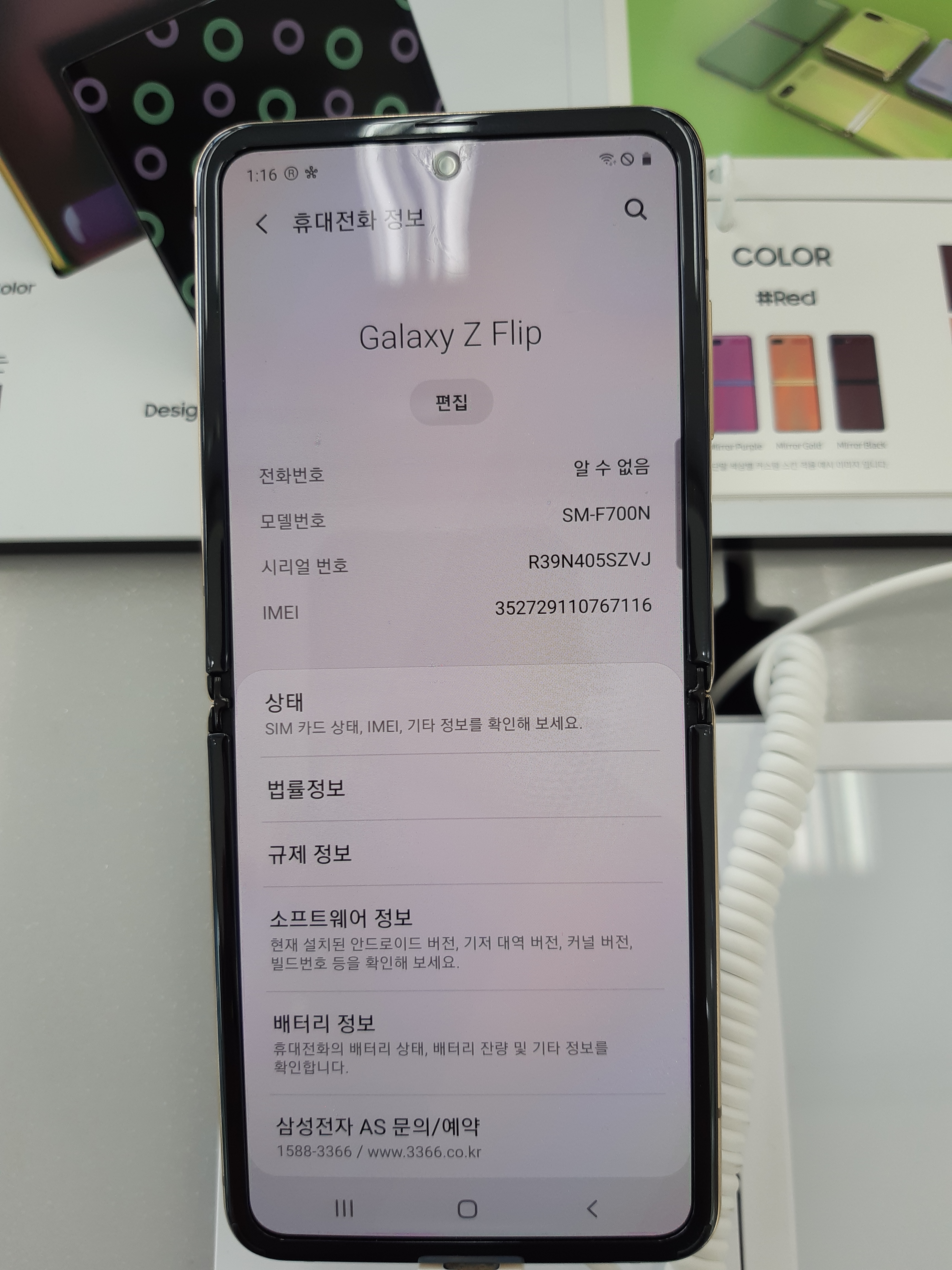
Galaxy Z Flip khi mở ra và được sử dụng